# 콜렛 울프
콜렛 울프(Collette Wolfe, 1980년 4월 4일 ~ )는 미국의 여자 배우다. 버지니아주에서 태어났다.

## 출연 작품
- 세컨드 네이처 (2016년) - 아만다 맥스웰 역
- 어 뷰티풀 나우 (2015년) - 엘라 역
- 유어 패밀리 오어 마인 (2015년)
- 핫 텁 타임머신 2 (2015년) - 켈리 역
- 인터스텔라 (2014년) - Ms. 켈리 역
- Play Nice (2014)
- 넥스트 콜러 (2013년)
- 데빌스 노트 (2013년) - 글로리 세틀스 역
- 베이비 메이커스 (2012년) - 앨리슨 역
- 영 어덜트 (2011년) - 산드라 프리하우프 역
- 100 퀘스천 (2010년)
- 핫 텁 타임머신 (2010년) - 켈리 역
- 옵저브 앤 리포트 (2009년)
- 17 어게인 (2009년) - 웬디 역
- 세미 프로 (2008년)
- 그레이트 월드 오브 사운드 (2006년)
- 풋 피스트 웨이 (2006년)